# アンディ・シダリス
アンディ・W・シダリス（Andy W. Sidaris、1931年2月20日 - 2007年3月7日）はアメリカ合衆国の映像作家・映画プロデューサー・俳優・脚本家。日本において作品の人気が高い。

## 来歴
シカゴで生まれ、ルイジアナ州シュリーブポートで育った。C・E・バード高校を卒業後、ダラスの南メソジスト大学に進学した。彼の家族は、街のスポーツ界で活躍していた。兄のクリス・W・シダリス（1927 - 2000）は、シュリーブポート公園・レクリエーション局の元局長であった。

## 映画業界でのキャリア
シダリスは、1985年から1998年にかけて製作されたB級映画『Bullets, Bombs, and Babes』、または『Bullets, Bombs, and Boobs』（略してBBB）シリーズでよく知られている。これらの作品には、ジュリー・ストレイン、ドナ・スピア、ホープ・マリー・カールトン、シンシア・ブリムホール、ロバータ・ヴァスケス、ジュリー・K・スミス、シェイ・マークス、ウェンディ・ハミルトンなど、プレイボーイのプレイメイトやペントハウス誌のペントハウス・ペットを中心とした「ストック・カンパニー」と呼ばれる俳優たちが交代で出演していた。彼の作品のいくつかは、そのほとんどがシュリーブポートで撮影されており、地元の俳優や地元にゆかりのある俳優が多く起用されている。
B級映画を撮るようになる前、シダリスはスポーツテレビ界において先駆者であった。何百ものアメリカンフットボールやバスケットボールの試合、オリンピックや特別番組の中継を担当し、その功績が認められてエミー賞を受賞した。最もよく知られているのは、ABCの『ワイド・ワールド・オブ・スポーツ』で、同番組の初代ディレクターを務め、25年間も番組を支え続けた。1978年のアクションスリラー映画『パニック・イン・スタジアム』では、架空のテレビディレクターを演じている。
シダリスは、「ハニー・ショット」として知られるようになった、スポーツイベントのスタンドにいるチアリーダーや美少女をクローズアップした映像の先駆者でもある。1968年メキシコシティーオリンピックのABCスポーツでの報道を演出し、1969年にエミー賞を受賞した。1970年代にはテレビドラマに進出し、CBSの『刑事コジャック』（1975年）、『Gemini Man』（1976年）、ABCの『The Hardy Boys/Nancy Drew Mysteries』（1977年）、ABCの中継番組『マンデーナイトフットボール』などのディレクターを担当した。
映画にも進出し、『グラマラス・キラーズ』や『ピカソ・トリガー2/サベージ・ビーチ』などのタイトルで、銃を持ったプレイボーイのプレイメイトやペントハウス・ペットが活躍するアクション映画を得意とした。シダリスの「トリプルB」シリーズ（後に「L.E.T.H.A.L.レディース」というタイトルになる）のほとんどは、秘密捜査官チームの冒険を描いたもので、ほとんどがハワイで撮影された。このシリーズのうち2作品は、彼がプロデュースしただけで、脚本と監督は彼の息子であるクリスチャンが担当した。このシリーズには繰り返し登場するキャラクターやプロットがあり、特にDEA捜査官のドナ・ハミルトンはシダリスの7作品に登場し、彼女のパートナーのタリンとニコルはそれぞれ3作品と4作品に登場しているが、連続性は優先されず、ある作品で悪役を演じた（殺された）俳優や女優が、次の作品では主人公側で再登場することがよくあった。また、同じ役を全く異なる人種や民族の俳優で再演することもよくあった。例えば、繰り返し登場する悪役のケインは、最初はパット・モリタ演じる日系アメリカ人として登場し、後にジェフリー・ムーア演じるドイツ系イギリス人の白人として登場することもあった。
妻のアーリーン・テリー・シダリス（Arlene Terry Sidaris、旧姓：Smilowitz、1941年4月21日生まれ、ニューヨーク州ニューヨーク出身）を製作パートナーとして、シダリスは12本以上の映画やテレビシリーズを製作した。シダリスの死後、彼女は彼の12作品の公式サイトを運営している。

## 晩年
シダリスは、2007年3月7日に咽頭がんで亡くなるまで、アーリーン・シダリスと一緒にビバリーヒルズに住んでいた。

## 作風
いわゆるB級アクション映画を得意とする。荒唐無稽な脚本設定・陸海空いずれも問わない派手な追跡劇、男性視聴者を照準とした肉体美・豊満さを備えた女優の起用などで、バブル期の日本に人気を集め、多くの作品が日本にてリリースされた。しかし彼の作品にはプレイメイト・銃・爆発が出てきて、どれを見ても同じように見え、マンネリの為か1990年代以降は映画制作から手を引く形となった。テレビ東京の木曜洋画劇場でもおなじみ。スプラッター映画の要素もあるがストーリー性は弱い。

## 売れる映画5つの誓い
1. 大柄で巨乳の金髪ギャルを出すべし。
2. 大柄でバズーカを持ったボディビルダーを出すべし。
3. ヘリコプターを爆破せよ。
4. ジープも爆発させよ。
5. ハワイかラスベガスでロケをせよ。

## 代表的な作品
| 映画         | 映画                                                                                | 映画                                         | 映画 |
| 公開年       | 邦題 原題                                                                           | 担当                                         |      |
| ------------ | ----------------------------------------------------------------------------------- | -------------------------------------------- | ---- |
| 1969         | The Racing Scene                                                                    | 監督                                         |      |
| 1970         | M★A★S★H マッシュ MASH                                                               | アメリカンフットボールの演出、ノンクレジット |      |
| 1973         | Stacey                                                                              | 監督、プロデューサー、脚本家の三役           |      |
| 1979         | Seven                                                                               | 監督                                         |      |
| 1985         | マリブ・エクスプレス Malibu Express                                                 | 監督、プロデューサー、脚本家の三役           |      |
| 1987         | グラマー・エンジェル危機一発 Hard Ticket to Hawaii                                  | 監督、脚本家                                 |      |
| 1988         | ピカソ・トリガー/殺しのコード・ネーム Picasso Trigger                               | 監督、脚本家                                 |      |
| 1989         | ピカソ・トリガー/サベージ・ビーチ Savage Beach\|Savage Beach                        | 監督、プロデューサー、脚本家                 |      |
| 1990         | スパイ・エンジェル グラマー美女軍団 Guns                                            | 監督、脚本家                                 |      |
| 1991         | ボディ・エンジェルス/パット・モリタVSプレイメイツ Do or Die                         | 監督、脚本家                                 |      |
| 1992         | グラマラス・ハンターズ Hard Hunted                                                  | 監督、プロデューサー、脚本家                 |      |
| 1993         | グラマラス・キラーズ Fit to Kill                                                    | 監督、脚本家                                 |      |
| 1993         | ピカソ・トリガー エネミー・ゴールド指令 Enemy Gold                                  | プロデューサー                               |      |
| 1994         | ピカソ・トリガー/ダラス・コネクション The Dallas Connection                         | 製作総指揮                                   |      |
| 1996         | ピカソ・トリガー/デイ・オブ・ザ・ウォリアー Day of the Warrior                      | 監督、脚本家                                 |      |
| 1998         | ピカソ・トリガー/リーサル・エンジェルス L.E.T.H.A.L. Ladies: Return to Savage Beach | 監督、脚本家                                 |      |
| テレビドラマ |                                                                                     |                                              |      |
| 公開年       | 邦題 原題                                                                           | 備考                                         |      |
| 1975         | 刑事コジャック Kojak                                                                | 監督、1エピソード                            |      |
| 1976         | Gemini Man                                                                          | 監督、1エピソード                            |      |
| 1977         | The Hardy Boys/Nancy Drew Mysteries                                                 | 監督、1エピソード                            |      |